# Nuit de la Saint-Daniel

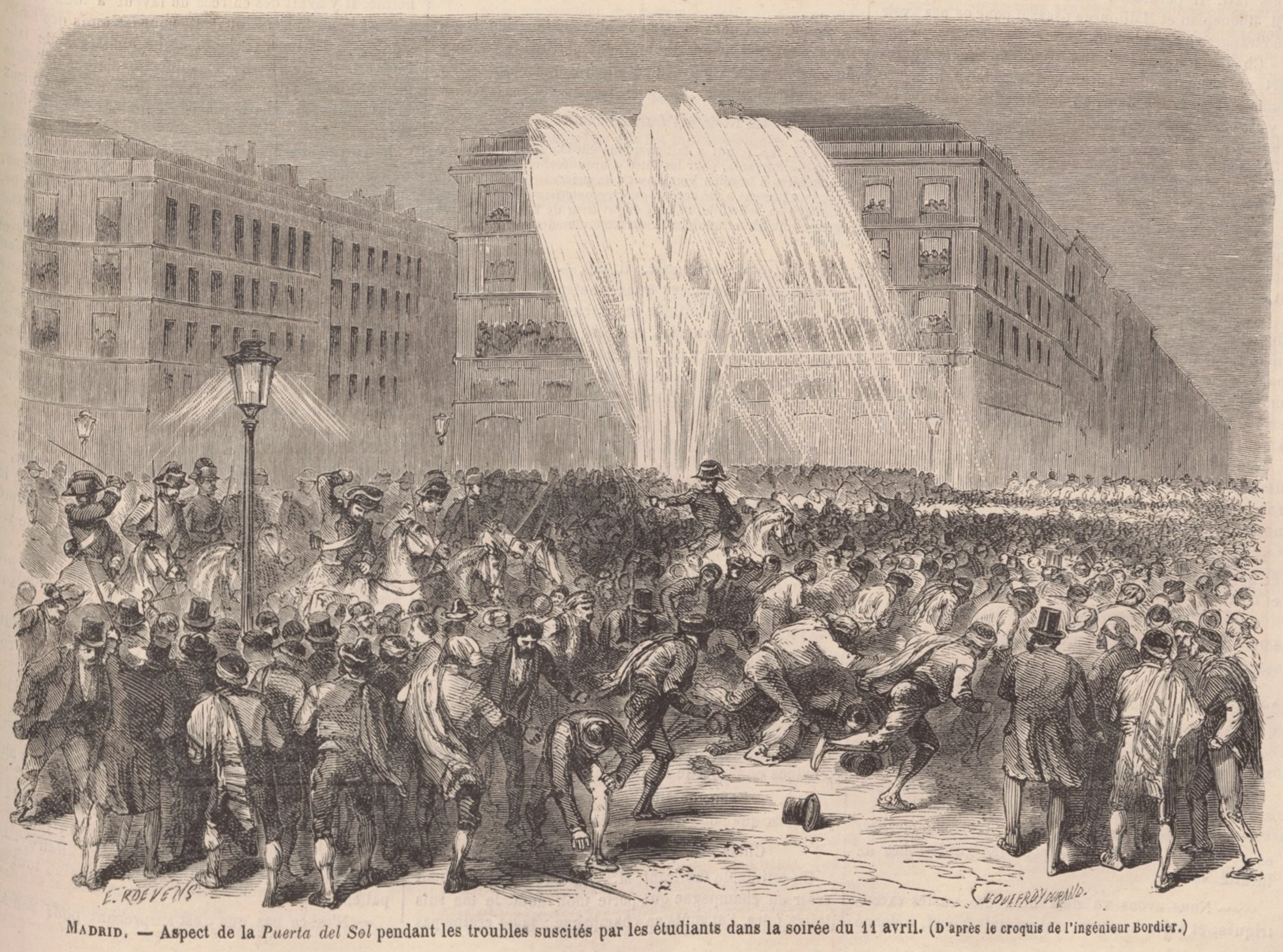

La nuit de la Saint-Daniel (en espagnol : Noche de San Daniel ; également connue dans cette langue comme la Noche del Matadero, littéralement « nuit de l'abattoir ») est un évènement survenu à Madrid la nuit du 10 avril 1865, au cours duquel la Garde civile et des unités d’infanterie et de cavalerie de l’armée espagnole réprimèrent dans le sang une manifestation d’étudiants de l’Université centrale de Madrid en soutien à leur recteur Juan Manuel Montalbán à la Puerta del Sol. Montalbán avait été démis de ses fonctions trois jours auparavant sur ordre du gouvernement modéré du général Narváez car il avait refusé de destituer le professeur Emilio Castelar, qui avait publié dans le journal La Democracia deux articles, les 21 et 22 février de la même année.

## Histoire
Le déclencheur de la crise fut la publication, les 21 et 22 février 1865, par le journal La Democracia de deux articles d’Emilio Castelar critiques envers la reine Isabelle II, respectivement intitulés ¿De quién es el patrimonio real? (« À qui est le patrimoine royal ? ») et El rasgo (« Le trait », en référence au « trait de générosité » attribué à la reine par certains), qui faisaient référence à la décision de la reine de vendre certaines propriétés du patrimoine de la Couronne (es), céder 75 % du bénéfice résultant à l'État et garder pour elle-même 25 %. Selon les mots de Narváez, il s’agit là d’un geste « tellement grand, tellement extraordinaire, tellement sublime » qui fut applaudi par la majorité des députés qui qualifièrent Isabelle II d’« émule d’Isabelle la Catholique » et par la presse dynastique qui se perdit aussi en éloges. Au contraire, Emilia Castelar pensait qu’il n’y avait pas un tel « geste », ou de « trait [de générosité] », comme il le qualifia avec ironie, car en réalité la reine n’avait rien fait d’autre que s’approprier 25 % d’un patrimoine qui était « du pays […]. La maison royale rend au pays une propriété qui est au pays », et que le soi-disant « trait » était en réalité une « tromperie, une infraction à la loi, une menace […], et de tous les points de vue, l’une de ces manœuvres dont le parti modéré se vaut pour se maintenir au pouvoir que la volonté de la nation maudit ». Ainsi, les articles de Castelar « mirent au jour le mystère [de la supposée générosité de la reine] : Isabelle, accablée par les dettes, se réservait 25 % du produit de la vente de biens qui, dans leur majorité, n’étaient pas de son patrimoine, mais de la nation ».

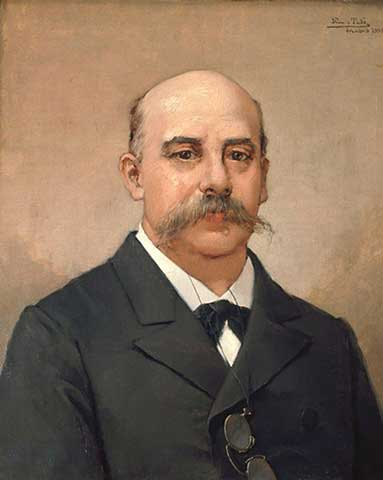
Emilio Castelar.

La réaction du gouvernement Narváez fut d’une grande virulence. Il destitua Castelar de sa chaire d’Histoire de l’université de Madrid, ainsi que les professeurs comme Nicolás Salmerón qui se montrèrent solidaires avec lui, ainsi que le recteur de l’université, Juan Manuel Montalbán, car il refusa de mettre en application ces destitutions. Le ministre du Gouvernement (Gobernación) Luis González Bravo déclara l’état de guerre en prévision d’incidents. Le 10 avril, jour de la Saint-Daniel, lorsque le nouveau recteur devait prendre solennellement possession de son poste, les étudiants manifestèrent dans les rues de la capitale espagnole en défense de Montalbán.
Le gouvernement fit alors intervenir la Garde civile à pied et à cheval, et lorsque les gardes arrivèrent à la Puerta del Sol, selon témoin, « sans recourir à l’intimation ou avertissement d’aucune sorte, ils se lancèrent avec une rage aveugle à utiliser leurs armes et à chasser la foule déconcertée ». Il y eut onze morts et 193 blessés, dans leur majorité des passants qui ne participaient pas au soulèvement étudiant, parmi lesquels des personnes âgées, des femmes et des enfants. En revanche, la Garde civile ne déplora qu’un seul blessé, une sentinelle à cheval qui avait reçu un jet de pierre — ce qui n’empêcha pas au ministre González Bravo d’assurer devant les Cortès qu’avait été « versé le sang de nos soldats » —. Selon Josep Fontana, ces évènements tragiques furent la conséquence d’« une attaque de fureur de Narváez et González Bravo, qui se considéraient défiés par les manifestants et incitèrent à l’attaque brutale ».
Les évènements de la nuit de la Saint-Daniel provoquèrent la chute du gouvernement de Narváez. Le lendemain le conseil des ministres se réunit et donna lieu à un intense débat entre le ministre de l’Équipement — dont dépendait tout ce qui concernait l'éducation —, le vétéran libéral Antonio Alcalá Galiano et González Bravo, au cours duquel Alcalá Galiano souffrit d’une angine de poitrine et mourut peu après. Des députés de l’Union libérale, comme Cánovas del Castillo, Posada Herrera et Ríos Rosas adressèrent également leurs critiques à González Bravo — Ríos Rosas provoqua une commotion au Congrès des députés lorsqu’il affirma : « ce sans pèse sur vos têtes » —. Cette situation convainquit la reine qu’elle devait destituer Narváez, bien qu’elle attendît deux mois avant de faire de nouveau appel à O’Donnell en 21 juin 1865.